# SN 1999cr
SN 1999cr – supernowa typu II odkryta 12 marca 1999 roku w galaktyce E576-G34. W momencie odkrycia miała maksymalną jasność 18,00m.